# Killing Zone
Killing Zone est un jeu de combat sorti sur PlayStation, développé par Scarab et publié par Naxat Soft au Japon en mars 1996, et par Acclaim en Amérique du Nord, en Europe et en Océanie. Le jeu est considéré comme étant une véritable purge et souvent qualifié de pire jeu de combat de tous les temps. Les contrôles du jeu sont connus pour être particulièrement terribles et les graphismes très laids .
Le jeu met en scène un tournoi à mort entre les champions de sept créatures différentes emblématiques des films d'horreur. Le gagnant permet a son espèce de régner sur toutes les autres durant 1000 ans.